# Tatjana Nikiforowna Tschwiljowa
Tatjana Nikiforowna Tschwiljowa (russisch Татья́на Ники́форовна Чвилёва, englisch Tatiana Chvileva; * 7. Januar 1925 in Moskau; † März 2000 ebenda) war eine sowjetische und russische Mineralogin, Petrografin und Petrologin, Kandidatin der geologischen und mineralogischen Wissenschaften (1962), Entwicklerin neuer Methoden zur Mineraldiagnose, aktiver Teilnehmer und Autor der Entdeckung einer Reihe neuer Mineralien. Mehr als 30 Jahre ist sie leitende Mitarbeiterin des Moskauer Instituts für Mineralogie, Geochemie und Kristallchemie seltener Elemente, Entwicklerin neuer Methoden zur Mineraldiagnostik, Mineralogin im Mineragraphiebüro gewesen.:115
In den 1970er und 1980er Jahren war Tatjana Tschwiljowa Mitautorin der Entdeckung mehrerer neuer Mineralien, vor allem von Bilibinskit, Velikit, Bezsmertnovit, Gruzdevit und thalliumhaltigem Hakit. 1988 wurde ein neues polymetallisches Mineral, Chvilevait (russisch чвилеваит, чвилёваит), in Transbaikalien gefunden und zu Ehren von Tatyana Chvileva benannt; seine Zusammensetzung ist Ferrosulfid von Natrium, Zink und Kupfer mit der Formel  Na(Cu,Fe,Zn)2S2. Auf Beschluss der International Mineralogical Association wurde Tatyana Chvileva in die Enzyklopädie berühmter Geologen und Mineralogen der Welt aufgenommen.:116
Foto von Tatjana Tschwiljowa

Link zum Bild

Tatjana Tschwiljowa ist Autorin von fünf Monographien und mehr als acht Dutzend wissenschaftlichen Artikeln. Sie leistete einen wesentlichen Beitrag zum komplexen Problem der Diagnose von Erzmineralien und brachte die heimische Wissenschaft auf ein neues Niveau. Seit Ende der 1980er Jahre dienten ihre maßgeblichen Monographien als Lehrbuch für Studierende russischer Universitäten.:116

## Veröffentlichungen
- Bezsmertnaya M. S., Tschwiljowa T. N. Erfahrung in der Prüfung von Museumssammlungen von Erzmineralien. Zusammenfassungen von Berichten; zweites Treffen über neue Methoden zur Untersuchung von Mineralien und Gesteinen. — M.: Verlag MOIP, 1967. (auf Russisch)
- Bezsmertnaya M. S., Tschwiljowa T. N. Über neue fortschrittliche Methoden und Geräte zur Untersuchung der optischen Eigenschaften von Erzmineralien. 1971.[5] (auf Russisch)
- Tschwiljowa T. N. Mineralogische Eigenschaften und Diagnostik von Bleisulfoantimoniten. Institut für Mineralogie, Geochemie und Kristallchemie seltener Elemente. — Moskau: Verlag Nauka, 1973. — 163 S. (auf Russisch)
- Bezsmertnaya M. S., Tschwiljowa T. N., Agroskin L. S. et al. Bestimmung von Erzmineralien in Schliffschliffen anhand von Reflexionsspektren und Härte. — Moskau: Verlag Nedra, 1973. (auf Russisch)
- Bezsmertnaya M. S., Tschwiljowa T. N. Determinante von Erzmineralien im reflektierten Licht. — Moskau: Verlag Nedra, 1976. — 69 S. (auf Russisch)
- Spiridonov E., Bezsmertnaya M., Chwiljowa T., Bezsmertny W. Bilibinskit, Au3Cu2PbTe2, ein neues Mineral Gold-Tellurid-Lagerstätten. Intern. Geol. Rev. 1979. Bd. 21. S. 1411–1415 (auf Englisch)
- Spiridonov E.M., Chvileva T.N., Badalov A.S. (1984) Antimony-bearing colusite, Cu26V2As2Sb2Sn2S32, of the Kairagach deposit and on the varieties of colusite. — International Geology Review, V.H. Winston and Sons, Inc (United States), vol. 26, No. 4, pag. 534-539 (auf Englisch)
- Tschwiljowa T., Bezsmertnaya M., Spiridonow E., Agroskin A. und andere. Leitfaden zur Identifizierung von Erzmineralien im reflektierten Licht. — Moskau, Nedra Verlag, 1988. — 504 s. (auf Russisch)